# Amblyornis flavifrons
Amblyornis flavifrons là một loài chim trong họ Ptilonorhynchidae.